# Транспорт в Австралии
Транспорт является инфраструктурой австралийской экономики, он имеет большое значение, так как страна обладает огромной территорией и низкой плотностью населения.

## Автомобильный транспорт

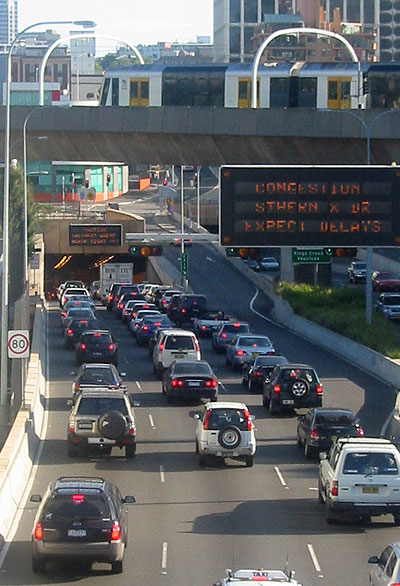
Железнодорожная эстакада пересекает автомагистраль в Сиднее.

Австралия является второй страной в мире по количеству автомобилей на душу населения. Протяжённость дорог на одного человека в стране в среднем в три-четыре раза больше, чем в европейских странах, и в семь-девять раз больше, чем в странах Азии. Также Австралия находится на третьем месте в мире по уровню потребления бензина на душу населения. Перт, Аделаида и Брисбен расцениваются как самые зависимые от автомобилей города мира, Сидней и Мельбурн находятся недалеко от них. Кроме того, средние расстояния, преодолеваемые на автомобиле, также являются одними из самых высоких в мире, уступая только США и Канаде.
Австралийская дорожная система разделена на 3 категории:
- Федеральные дороги
- Дороги штатов
- Местные дороги

Дорожная сеть достаточно развита, общая протяжённость дорог составляет 913 000 км, среди которых:
- С искусственным покрытием: 353 331 км (включая 2863,2 км автомагистралей)
- Грунтовых: 559 669 км (1996 приблизительно)
- Автомагистрали строящиеся: 267,6 км

Основная часть дорожных тоннелей в Австралии начала строиться с 1990-х.

В Австралии принято левостороннее движение.

## Общественный транспорт
Растущие цены на топливо и увеличивающиеся пробки на дорогах способствуют развитию и обновлению общественного транспорта.

### Обзорная таблица
См. также: Список трамвайных систем Австралии
В таблице ниже представлены крупнейшие города Австралии, которые имеют или когда-то имели системы общественного транспорта. Включаются только внутригородские системы общественного транспорта и не включаются междугородние.
| Город       | Автобусы | Городские ЖД | Паромы             | Трамваи                | ЛРТ | Монорельс   | Троллейбусы |  |
| ----------- | -------- | ------------ | ------------------ | ---------------------- | --- | ----------- | ----------- |  |
| Аделаида    | Y        | Y            |                    | Y                      |     |             | (1937—1963) |  |
| Балларат    | Y        |              |                    | (1887—1971)            |     |             |             |  |
| Бендиго     | Y        |              |                    | (1892—1972)(2008—2009) |     |             |             |  |
| Брисбен     | Y        | Y            | Y                  | (1885—1969)            |     |             | (1951—1969) |  |
| Канберра    | Y        |              |                    |                        | Y   |             |             |  |
| Кофс-Харбор | Y        |              |                    |                        |     |             |             |  |
| Дарвин      | Y        |              |                    |                        |     |             |             |  |
| Джилонг     | Y        | Y            |                    | (1912—1956)            |     |             |             |  |
| Голд-Кост   | Y        | Y            |                    |                        | Y   | (1989—2017) |             |  |
| Хобарт      | Y        |              |                    | (1893—1960)            |     |             | (1935—1968) |  |
| Лонсестон   | Y        |              |                    | (1911—1952)            |     |             | (1951—1968) |  |
| Мельбурн    | Y        | Y            | Y [ примечание 3 ] | Y                      | Y   |             |             |  |
| Ньюкасл     | Y        | Y            | Y                  | (1887—1950)            | Y   |             |             |  |
| Перт        | Y        | Y            | Y                  | (1899—1958)            |     |             | (1934—1969) |  |
| Рокгемптон  | Y        |              |                    | (1909—1939)            |     |             |             |  |
| Сидней      | Y        | Y            | Y                  | (1861—1961)            | Y   | (1988-2013) | (1934—1959) |  |

1. ↑  оставлена историческая музейная линия
2. ↑  оставлена линия с регулярным движением туристического трамвая, в 2008—2009 годах была предпринята попытка организации регулярного пассажирского движения
3. ↑  не включены в систему городского транспорта, услуга предоставляется частными операторами

## Железнодорожный транспорт

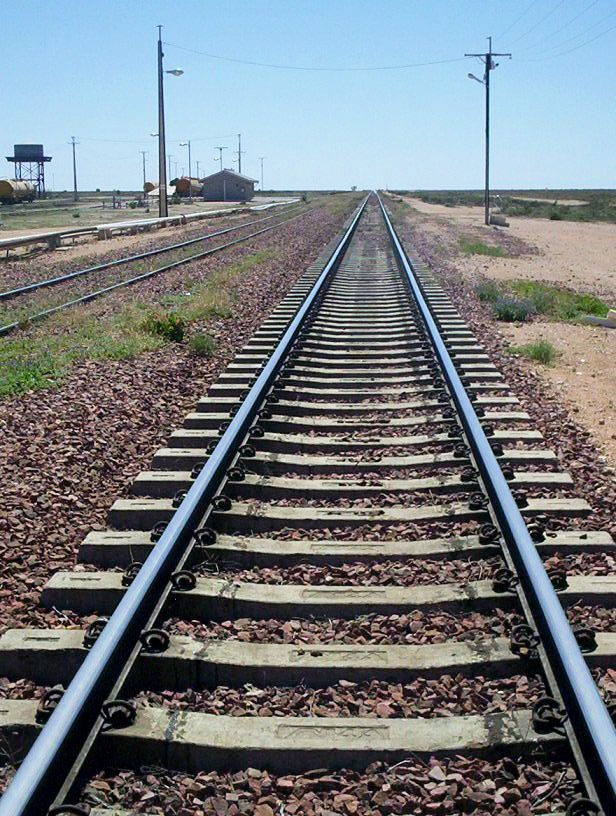
Трансавстралийская железная дорога

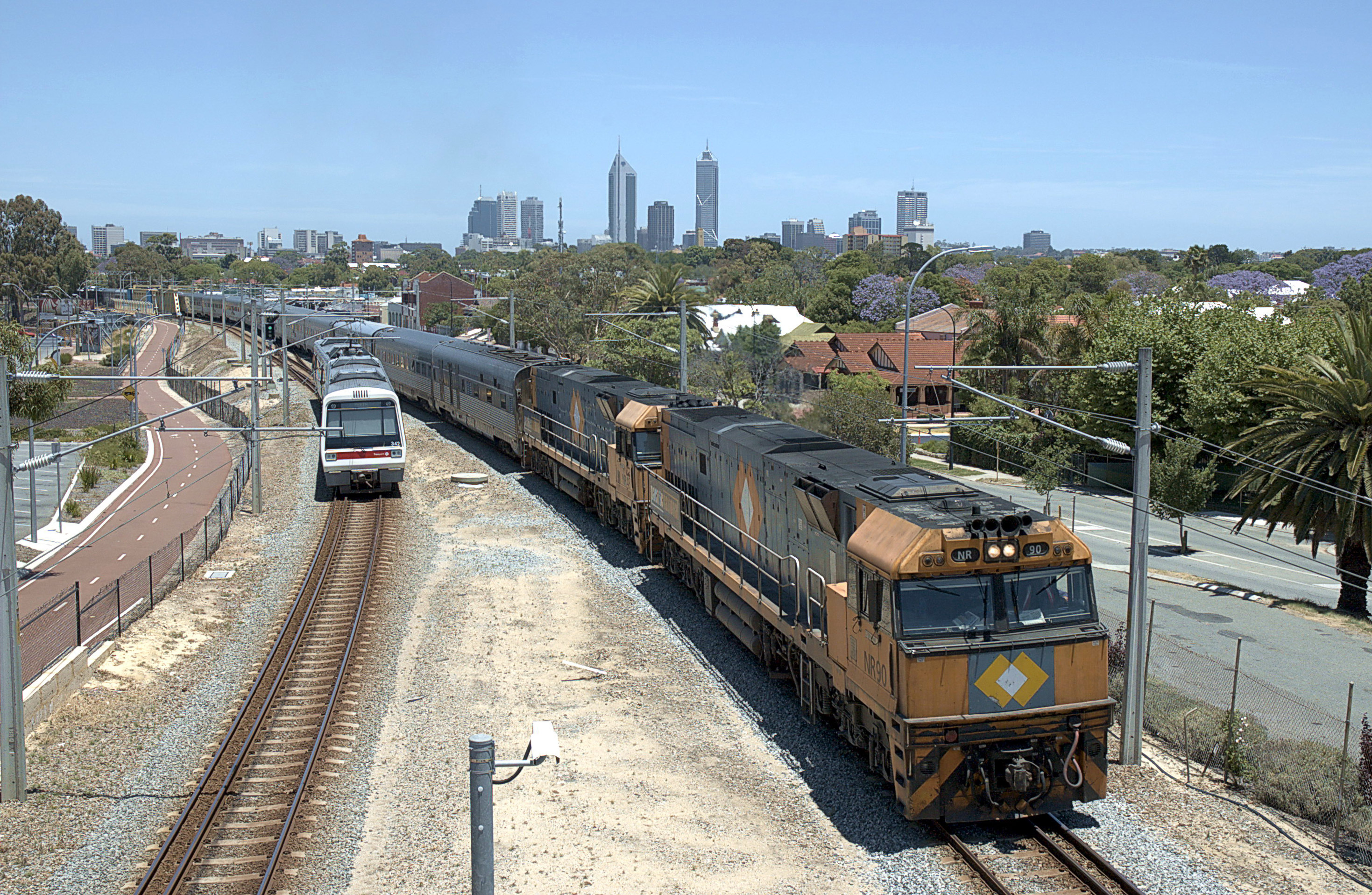
Indian Pacific в Перте

Железнодорожная сеть очень развита, общая протяжённость путей составляет 33 819 км (2540 км электрифицированно): 3719 км широкой колеи, 15 422 км стандартной колеи, 14 506 км узкой колеи и 172 км двойной колеи. Железнодорожный транспорт запускался в различных колониях в разное время. Частные железные дороги развивались намного активней государственных, и очень быстро покрыли большие территории. Из-за того, что дороги строились разными компаниями, среди них не было договорённости о стандартах строительства, в итоге были построены дороги различной колеи и использующие различный подвижной состав.

### Межрегиональные железные дороги
Великая Южная железная дорога, принадлежащая англ. Serco Group, обслуживает три поезда: англ. Indian Pacific (Сидней — Аделаида — Перт), «The Ghan» (Аделаида — Алис-Спрингс — Дарвин) и англ. The Overland (Мельбурн — Аделаида). Компания англ. CountryLink, принадлежащая Новому Южному Уэльсу, обслуживает линии между Брисбеном, Канберрой и Мельбурном (через Сидней). После завершения строительства железнодорожной линии между Алис-Спрингсом и Дарвином в 2004 году, все столицы штатов и территорий Австралии соединились линиями стандартной колеи.

### Внутрирегиональные железные дороги
В разных штатах и городах работают различные частные и государственные компании, обслуживающие железнодорожный транспорт. Важнейшие среди них: V/Line (региональные поезда и автобусы в Виктории); Connex Melbourne обслуживает железнодорожную сеть Мельбурна; RailCorp обслуживает пассажирские железнодорожные перевозки в Новом Южном Уэльсе (включая CityRail и CountryLink); Queensland Rail (QR), обслуживающие поезда Traveltrain и Citytrain в юго-восточном Квинсленде; Transwa обеспечивает железнодорожные и автобусные перевозки в Западной Австралии.

### Метро
Крупнейшие города Австралии не имеют полноценных систем метрополитена. Системы городских поездов Сиднея и Мельбурна имеют лишь несколько подземных станций. В обоих городах существуют планы по сооружению полноценных линий метро.

### Рудные железные дороги
На северо-западе Западной Австралии функционируют четыре промышленных линии стандартной колеи, по которым доставляется руда в морские порты. Эти линии изолированы от основной сети железных дорог и по ним не осуществляются больше никакие другие перевозки.
В 2006 году появились проекты строительства пятой линии рудной железной дороги, разрабатываемой компанией Fortescue Metals Group, в то же время поступили проекты шестой линии в порт города Оакаджи, немногим севернее Джералдтона.

### Тростниковые железные дороги
В Квинсленде имеется около 15 сахарных заводов, имеющих линии узкой колеи для подвоза сахарного тростника к заводу.

## Трубопроводный транспорт
Существует несколько трубопроводных систем, из них:
- Нефтепровод: 2500 км
- Бензинопровод: 500 км
- Газопровод: 5600 км
- Водопровод:
  - из Перта в Калгурли — Goldfields Water Supply Scheme
  - из Моргана на реке Муррей в Аделаиду, Уайаллу, Порт-Линкольн
  - Западный канал Веранга, от Колбинаббина до Бендиго и Балларата[6]

Строящиеся или планируемые водопроводы:

Виктория
- Река Гулберн — Мельбурн[7]
- Уиммера — Малли[8]
- Мельбурн — Джелонг[9]

## Водные пути
Внутренние водные пути Австралии не имеют важного транспортного значения. В 19-м столетии колёсные пароходы использовались на реках Муррей и Дарлинг для транспортировки шерсти и зерна. Но ввиду частого колебания уровня воды и периодического обмеления рек пароходы не выдержали конкуренции с железнодорожным транспортом. В настоящее время движение по рекам осуществляется преимущественно на частных судах.

## Порты и гавани

### Материковые
Основные: 

Аделаида, Брисбен, Кэрнс, Дарвин, Фримантл, Джелонг, Гладстон, Маккай, Мельбурн, Ньюкасл, Сидней, Таунсвилл, Вуллонгонг, Порт-Линкольн
Рудные: 

Дампир, Порт-Хедленд, Джералдтон, Оакаджи, Эсперанс, Порт-Линкольн

### Тасмания
Девонпорт, Лонсестон, Хобарт

## Воздушный транспорт
Авиакомпании:
- Qantas
  - Jetstar (филиал)
- Virgin Australia
- Tiger Airways Australia

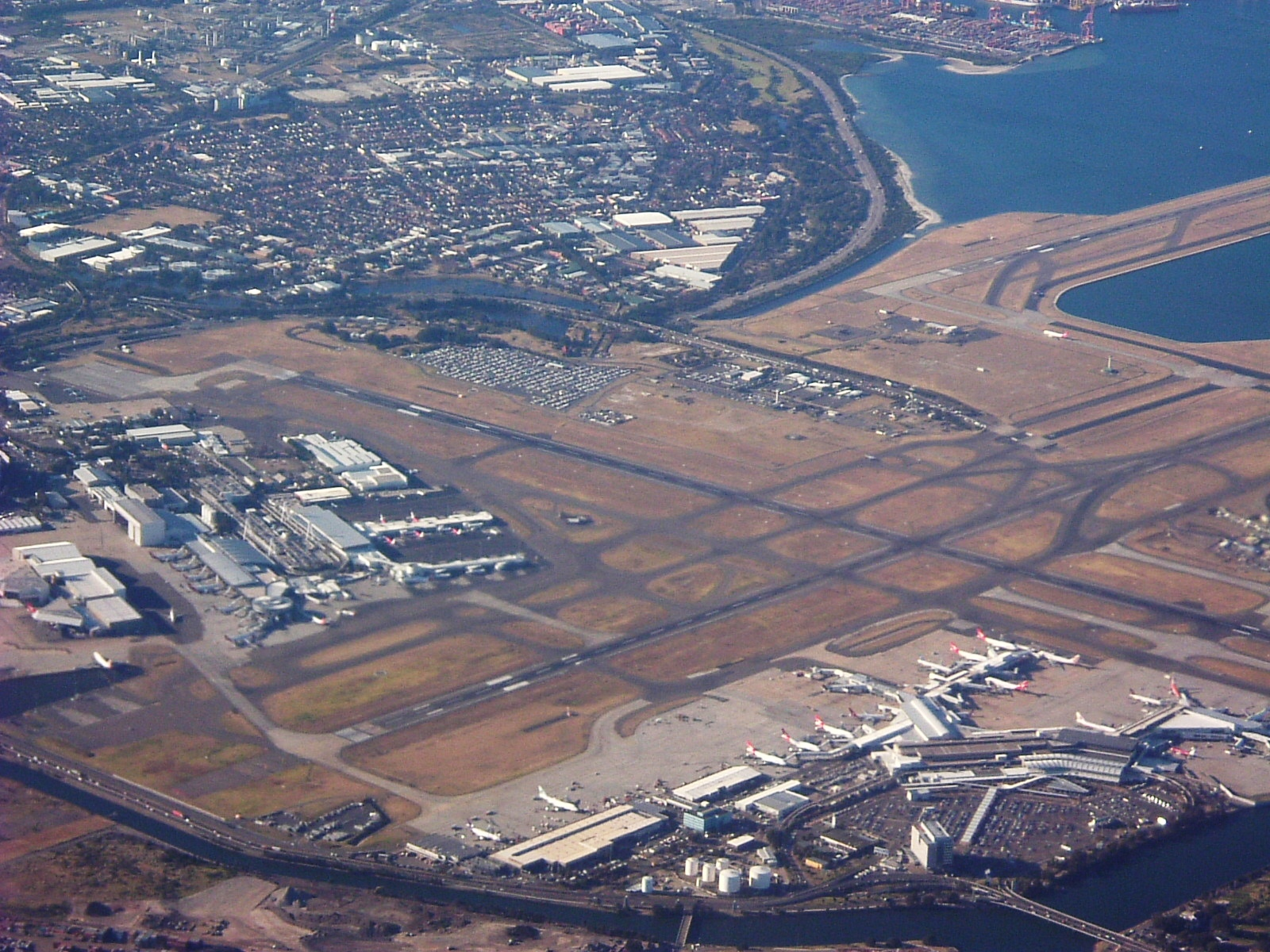
Аэропорт Сиднея с воздуха

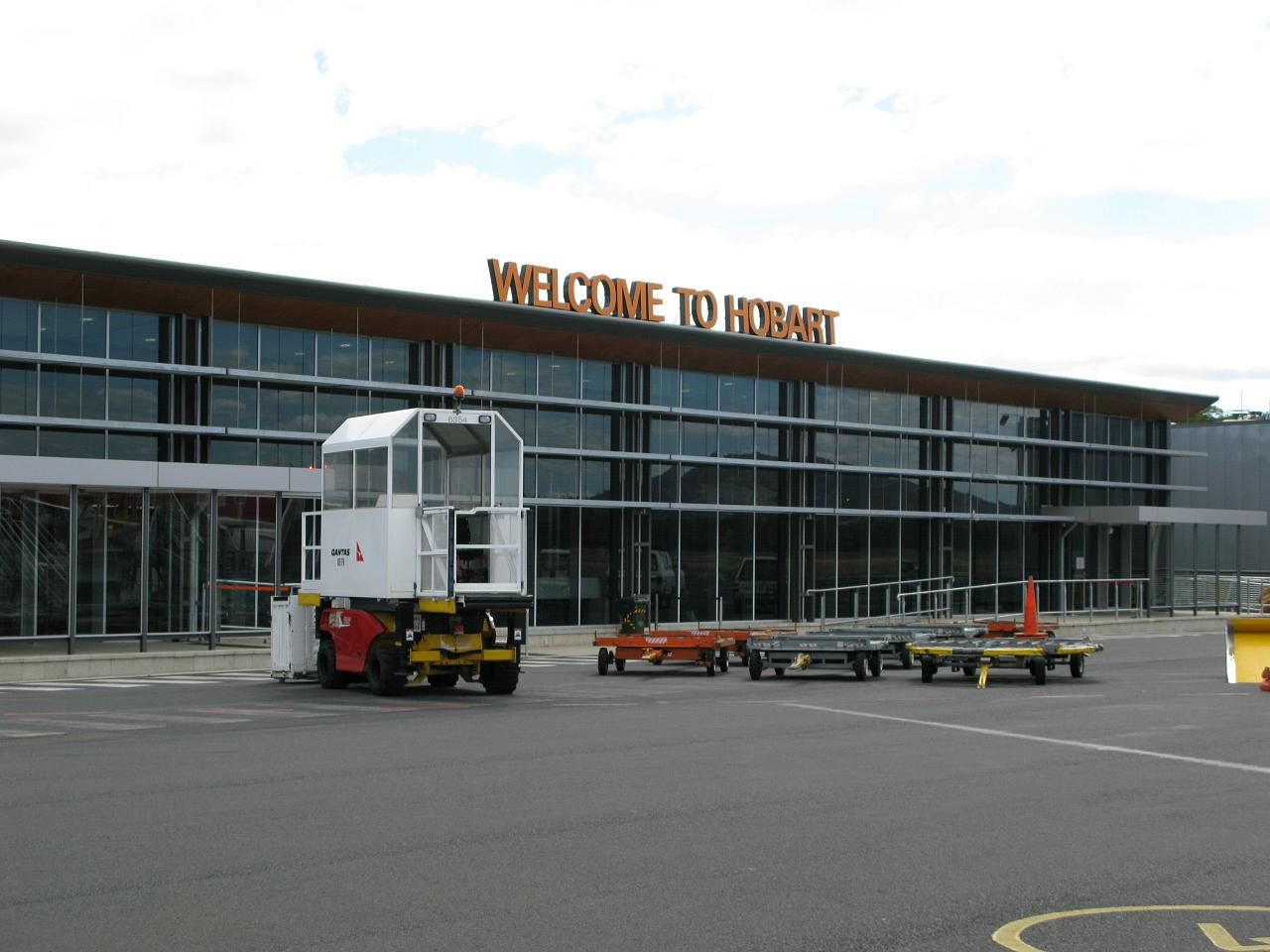
Аэропорт Хобарта

По состоянию на 2004 год в Австралии насчитывается 448 аэропортов с искусственным и грунтовым покрытием. Крупнейшими аэропортами являются:
- Аэропорт Сиднея
- Аэропорт Мельбурна
- Аэропорт Брисбена
- Аэропорт Перта
- Аэропорт Аделаиды
- Аэропорт Кэрнса
- Аэропорт Голд-Коста
- Аэропорт Канберры
- Аэропорт Хобарта
- Аэропорт Авалон
- Аэропорт Дарвина

### Аэропорты с искусственным покрытием
Всего: 305
- Более 3047 м: 10
- от 2438 до 3047 м: 12
- от 1524 до 2437 м: 131
- от 914 до 1523 м: 139
- до 914 м: 13 (2004 оценка)

### Аэропорты с грунтовым покрытием
Всего:129
- от 1524 до 2437 м: 17
- от 914 до 1523 м: 112[3]